# IAI Harpy
El Harpy (arpía) es una Munición merodeadora producida por IAI, fue diseñado para atacar sistemas de radar, portando una ojiva explosiva. El Harpy ha sido exportado a varios países, incluyendo Corea del Sur, Turquía, India, y China.

## Historia
En 2004, el Harpy fue foco de la atención internacional debido al esfuerzo por los Estados Unidos para restringir transferencias de armas y venta de tecnología avanzada militar a China. Vendido a China en 1994 por alrededor de US$55 millones, los UAV´s fueron devueltos a Israel en 2004 conforme al contrato para ser mejorado. Estados Unidos exigieró entonces que Israel retuviese los UAV´s y anulase el contrato. Según los Estados Unidos, el Harpy contiene tecnología estadounidense; según Israel, es un UAV de diseño y fabricación Israelita.
En 2005, los UAV´s fueron devueltos a China sin la mejora. Este incidente enfrió relaciones entre los Estados Unidos e Israel, siendo suspendido este como participante del programa Programa Joint Strike Fighter. Desde el 6 de noviembre de 2005, sin embargo, Israel ha sido admitido de nuevo en el programa.

## Especificaciones técnicas[1]

### Características generales
- Tripulación: 0
- Carga:  135 kg
- Envergadura: 2,7 m
- Superficie alar: 2,1 m
- Planta motriz:   .

### Rendimiento
- Velocidad máxima operativa (Vno): 185 km/h
- Radio de acción: 500 km
- Alcance en combate: 24-36 h
- Techo de vuelo: 12.192  m

### Armamento
- Otros: 32 kg de explosivo

## Operadores
- India
- Israel
- Corea del Sur
- Turquía
- China

### Desarrollos relacionados
IAI Harop

### Aeronaves similares
GAI Ababil

### Listas relacionadas
- Anexo:Vehículos aéreos no tripulados